# Crnča (Ljubovija)
Pour les articles homonymes, voir Crnča.
Crnča (en serbe cyrillique : Црнча) est un village de Serbie situé dans la municipalité de Ljubovija, district de Mačva. Au recensement de 2011, il comptait 972 habitants.

## Démographie

### Évolution historique de la population
| 1948  | 1953  | 1961  | 1971  | 1981  | 1991  | 2002  | 2011 |
| ----- | ----- | ----- | ----- | ----- | ----- | ----- | ---- |
| 1 438 | 1 569 | 1 783 | 1 707 | 1 539 | 1 373 | 1 213 | 972  |

|  |